# Harald Kaas
Harald Kaas (født 19. maj 1868, død 5. december 1953) var en norsk arkitekt, der er bedst kendt for at have tegnet en række jernbanestationer.
Kaas blev uddannet ved Statens håndverks- og kunstindustriskole i Oslo og derefter ved Baugewerkschule i Egernførde og Polytechnicum i München.
Han opholdt sig et par år i Natal i Sydafrika og arbejdede et par år i Ålesund efter bybranden i 1904. Han havde egen praksis og var bygningskyndig assistent ved NSB's hovedkontor i 1908-1914. Det var i sidstnævnte egenskab han tegnede stationsbygninger, blandt andet til Solørbanen, Arendalsbanen og Bergensbanen. Bygningerne blev både præget af ældre østnorsk byggeskik og af national nybarok, der kom på mode på det tidspunkt. Det gav sig også udslag i Norsk Trelastlagers nybarokke lagerbygning på Schweigaards gate i Oslo, der blev opført i 1911, men som brændte i 2003.
Kaas stod desuden for opførelsen af høvlerier i Osterhaus' gate og Mandalsgata i Oslo, arbejdede som driftsbestyrer og praktiserede atter som selvstændig arkitekt. Han havde varierende interesser og udtog flere patenter, blandt andet på automatisk transport og sortering af trælast. Om hans senere år vides dog kun lidt.

## Udvalgte værker
- Stationer på den nordlige del af Solørbanen (1910): Haslemo (nedrevet), Våler, Braskereidfoss, Jømna (nedrevet), Heradsbygd, Vesterhaug (nedrevet)
- Vestfossen Station (ny bygning 1910)
- Bygninger ved mindre stationer på Arendal-Åmli-Treungenbanen (1910–11): Torbjørnsbu (nedrevet), Rossedalen, Bøylestad, Haugsjå, Flaten, Nelaug (gamle, flyttet til Flaten), Simonstad (nedrevet), Vallekilen (nedrevet), Åmli
- Trælastlager og administration for Norsk Trelastindustri, Schweigaards gate 28, Oslo (1911, brændt 2003; facaden er efterfølgende rekonstrueret[2][3][4])
- Kolbotn Station (1912)
- Fåberg Station (1912, efter at den gamle bygning brændte)
- Brandbu Station på Røykenvikbanen (ny bygning 1912, brændt 1984)
- Stationer på Bergensbanen (1911–14): Rallerud (nedrevet), Ørgenvika, Kolsrud (nedrevet), Bergheim (nedrevet), Liodden (nedrevet), Hol